# 광양항전용1로

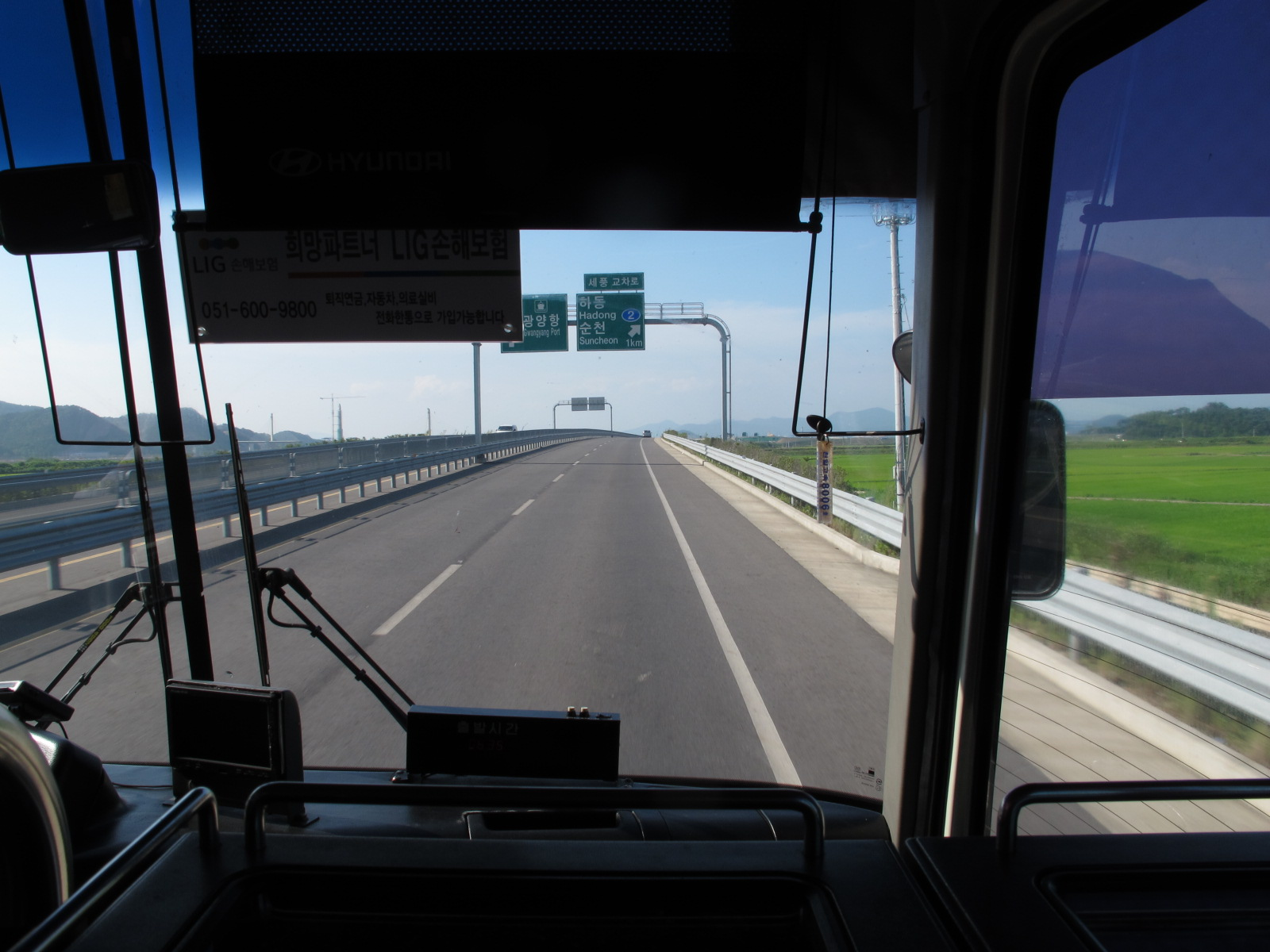
광양항전용1로 세풍 나들목 부근

광양항전용1로(Gwangyanghangjeonyong 1-ro)는 전라남도 광양시 황길동 월드마린센터사거리와 광양읍 목성리 광양 나들목을 잇는 전라남도의 도로이다.
광양항과 남해고속도로를 빠르게 이어주는 역할을 하며, 최근에는 남해고속도로 영암 ~ 순천 구간이 개통되어 순천과 광양 사이의 구간을 이어주는 역할을 한다.
이 도로의 개통으로 기존 지방도 제865호선을 경유하던 것에 비해 운행시간이 상당히 단축되었다.

## 연혁
- 2012년 1월 20일 : 세풍 교차로 ~ 인동 교차로 3.3km 구간 개통으로 11.4km 완전 개통[1]

## 주요 경유지
전라남도
- 광양시 (황길동 · 광양읍)

## 노선
| 이름                                    | 접속 노선                                                      | 소재지 | 소재지 | 비고 |
| --------------------------------------- | -------------------------------------------------------------- | ------ | ------ | ---- |
| 월드마린센터사거리                      | 항만대로                                                       | 광양시 | 골약동 |      |
| (교차로 명칭 미상)                      | 항만1로                                                        | 광양시 | 골약동 |      |
| 황길1교                                 |                                                                | 광양시 | 골약동 |      |
| 황길 교차로                             | 항만5로                                                        | 광양시 | 골약동 |      |
| 황길2교 황길3교 황길4교 황길5교 황길6교 |                                                                | 광양시 | 골약동 |      |
| (황방2육교)                             | 항만대로                                                       | 광양시 | 골약동 |      |
| 황방교 염포교                           |                                                                | 광양시 | 골약동 |      |
| 초남교 초남대교 세풍교                  |                                                                | 광양시 | 광양읍 |      |
| 세풍 교차로                             | 국도 제2호선 (세풍 ~ 중군 도로)                                | 광양시 | 광양읍 |      |
| (교량 명칭 미상) 인덕교                 |                                                                | 광양시 | 광양읍 |      |
| 서천도월지하차도                        |                                                                | 광양시 | 광양읍 |      |
| 인동 나들목                             | 국도 제2호선 국가지원지방도 제58호선 지방도 제865호선 (백운로) | 광양시 | 광양읍 |      |
| 남해고속도로 광양 나들목과 직결         |                                                                |        |        |      |

## 연결도로
- 기점인 광양 나들목에서는 남해고속도로와 연결되며, 아울러 국도 제2호선과 연결되어 동광양, 순천 방향으로 갈 수 있다.
- 종점인 광양항 컨테이너 부두에서는 컨테이너 부두로와 연결된다.
- 세풍 교차로에서 국도 제2호선 월전 ~ 세풍간 도로와 연결되며, 이후 해룡 나들목에서 남해고속도로 영암 ~ 순천 구간과 연결된다.

## 같이 보기
- 광양항전용2로